# Kakese
Kakese è una circoscrizione rurale (rural ward) della Tanzania situata nel distretto urbano di Mpanda, regione di Katavi. Conta una popolazione di 21 360 abitanti (censimento 2012).